# Tiszasas, Jász-Nagykun-Szolnok
Tiszasas  este un sat în districtul Kunszentmárton, județul Jász-Nagykun-Szolnok, Ungaria, având o populație de 1.112 locuitori (2011). 

## Demografie
Componența etnică a satului Tiszasas
     Maghiari (98,48%)
     Necunoscut (0,65%)
     Germani (0,87%)
     Alții (0,65%)
Componența confesională a satului Tiszasas
     Reformați (27,7%)
     Romano-catolici (26,53%)
     Fără religie (18,35%)
     Atei (1,89%)
     Necunoscută (25,54%)
     Alte religii (0,81%)
Conform recensământului din 2011, satul Tiszasas avea 1.112 locuitori. Din punct de vedere etnic, majoritatea locuitorilor (98,48%) erau maghiari. Apartenența etnică nu este cunoscută în cazul a 0,65% din locuitori. Nu există o religie majoritară, locuitorii fiind reformați (27,7%), romano-catolici (26,53%), persoane fără religie (18,35%) și atei (1,89%). Pentru 25,54% din locuitori nu este cunoscută apartenența confesională.